# Chironomus saxonicus
Chironomus saxonicus är en tvåvingeart som beskrevs av Lenz 1921. Chironomus saxonicus ingår i släktet Chironomus och familjen fjädermyggor. Inga underarter finns listade i Catalogue of Life.